# Ytalo
Ytalo José Oliveira dos Santos (Maceió, Alagoas, Brasil; 12 de enero de 1988) conocido simplemente como Ytalo, es un futbolista brasileño. Juega como delantero y su equipo actual es el  Sampaio Corrêa de la Serie B de Brasil.

## Trayectoria
Nació el 12 de enero de 1988 en Maceió, Alagoas. Comenzó su carrera profesional en el Corinthians Alagoano y jugó una vez en la Copa Brasil 2005. 
El 1 de febrero de 2006 se marchó al Marítimo de Portugal donde jugó en el equipo B en la Segunda División portuguesa. Hizo su debut con el primer plantel el 12 de agosto de 2007 sustituyendo a Bruno Fogaça en la segunda parte, en un partido que perdió ante el Penafiel por la Copa de la Liga 2007-08 mediante la tanda de penaltis. Esa temporada anotó una vez en 2 apariciones en la liga. En la Primeira Liga 2008-09, jugó 10 partidos y anotó un gol.
Después de jugar la primera ronda de la Primeira Liga 2009-10, fue cedido al Internacional, pero jugó principalmente para su equipo B. En agosto de 2010 su préstamo se extendió por 2 años más. Ganó la Copa FGF 2009 y 2010 con el Internacional B. También jugó 3 partidos y marcó un gol con el Internacional en el Campeonato Gaúcho 2010, en el que el Inter terminó como subcampeón. 
Se fue a Portugal por segunda vez con el Marítimo para la temporada 2012-13, y regresó en marzo de 2013 para fichar por el Corinthians Alagoano en la etapa final del Campeonato Alagoano. En junio fichó por Paulista para competir en la Copa Paulista, pero sufrió una lesión en el ligamento cruzado, que lo mantuvo fuera hasta la siguiente temporada.
Ytalo fue firmado por Audax en abril de 2014 y como parte de un acuerdo de asociación fue cedido al Guaratinguetá para el Campeonato Brasileño Serie C. Fue el máximo goleador de la división y después de regresar al Audax para el Campeonato Paulista 2015 fue cedido al Athletico Paranaense para la temporada 2015 del Campeonato Brasileiro Série A. Después de impresionar en un partido del Campeonato Paulista para Audax, fichó por São Paulo el 20 de mayo de 2016.
El 5 de junio de 2016 anotó su primer gol con el São Paulo en la victoria por 1-0 del Campeonato Brasileiro Série A contra el Cruzeiro. Sufrió una lesión del ligamento cruzado poco después y estuvo fuera por el resto de la temporada. Después de recuperarse de la cirugía, fue cedido nuevamente al Audax. Al final de la campaña de la liga estatal firmó por el CRB para el Campeonato Brasileño de Serie B 2017, pero en agosto se trasladó al FK Vardar de Macedonia. Regresó a Brasil en enero de 2018, firmando con Linense para el Campeonato Paulista 2018.
En junio de 2018 firmó con Red Bull Brasil inicialmente para la Copa Paulista 2018, pero luego se extendió para el Campeonato Paulista 2019. Se convirtió en parte del equipo de Red Bull Bragantino cuando Red Bull Brasil se fusionó con Clube Atlético Bragantino en abril de 2019.

## Clubes
| Club                           | País                | Año           |
| ------------------------------ | ------------------- | ------------- |
| Corinthians Alagoano           | Brasil              | 2005          |
| Marítimo                       | Portugal            | 2006-2010     |
| Marítimo "B"                   | Portugal            | 2006-2009     |
| Internacional (préstamo)       | Brasil              | 2009-2010     |
| Internacional                  | Brasil              | 2011-2012     |
| Mogi Mirim (préstamo)          | Brasil              | 2011          |
| Marítimo "B"                   | Portugal            | 2012-2013     |
| Marítimo                       | Portugal            | 2013          |
| Paulista                       | Brasil              | 2014          |
| Audax                          | Brasil              | 2014-2016     |
| Guaratinguetá (préstamo)       | Brasil              | 2014          |
| Atlético Paranaense (préstamo) | Brasil              | 2015          |
| São Paulo                      | Brasil              | 2016-2017     |
| Audax (préstamo)               | Brasil              | 2017          |
| CRB                            | Brasil              | 2017          |
| FK Vardar                      | Macedonia del Norte | 2017          |
| Linense                        | Brasil              | 2018          |
| Red Bull Brasil                | Brasil              | 2018-2019     |
| Red Bull Bragantino            | Brasil              | 2019-presente |

## Palmarés

### Títulos nacionales
| Título                          | Club                | País   | Año  |
| ------------------------------- | ------------------- | ------ | ---- |
| Campeonato Brasileño de Serie B | Red Bull Bragantino | Brasil | 2019 |